# Férfi labdarúgótorna a 2008. évi nyári olimpiai játékokon
A 2008. évi nyári olimpiai játékokon a férfi labdarúgótornát augusztus 7. és 23. között rendezték meg Pekingben és Kína négy másik városában. A FIFA alá tartozó nemzeti tagszövetségek kontinentális selejtezőtornákon vívhatták ki az olimpiára való kijutást. Kína a rendező jogán automatikus résztvevő volt.
A tornán a FIFA határozata alapján kizárólag a nemzetek 1985. január 1. után született játékosokból álló válogatottja vehetett részt. Ezen kívül minden nemzetnek lehetősége volt három olyan játékost nevezni, akik 1985. január 1. előtt születtek. Minden csapatnak legalább kettő, de legfeljebb három kapust kellett neveznie.
A tornán tizenhat nemzet képviseltette magát. A csapatokat négy darab négyes csoportba sorsolták, ahol minden résztvevő minden csoportellenfelével egyszer játszott. Az ezeken a mérkőzéseken kialakult sorrend alapján minden csoport első két helyezettje jutott tovább a nyolccsapatos egyenes kieséses szakaszba.

## Selejtezők
Egy nemzeti olimpiai bizottság egy férfi csapatot nevezhetett a labdarúgó-rendezvényre. Az alábbi táblázatból kiderül, hogy mely kontinentális szövetség hány nemzettel képviseltette magát a tornán.

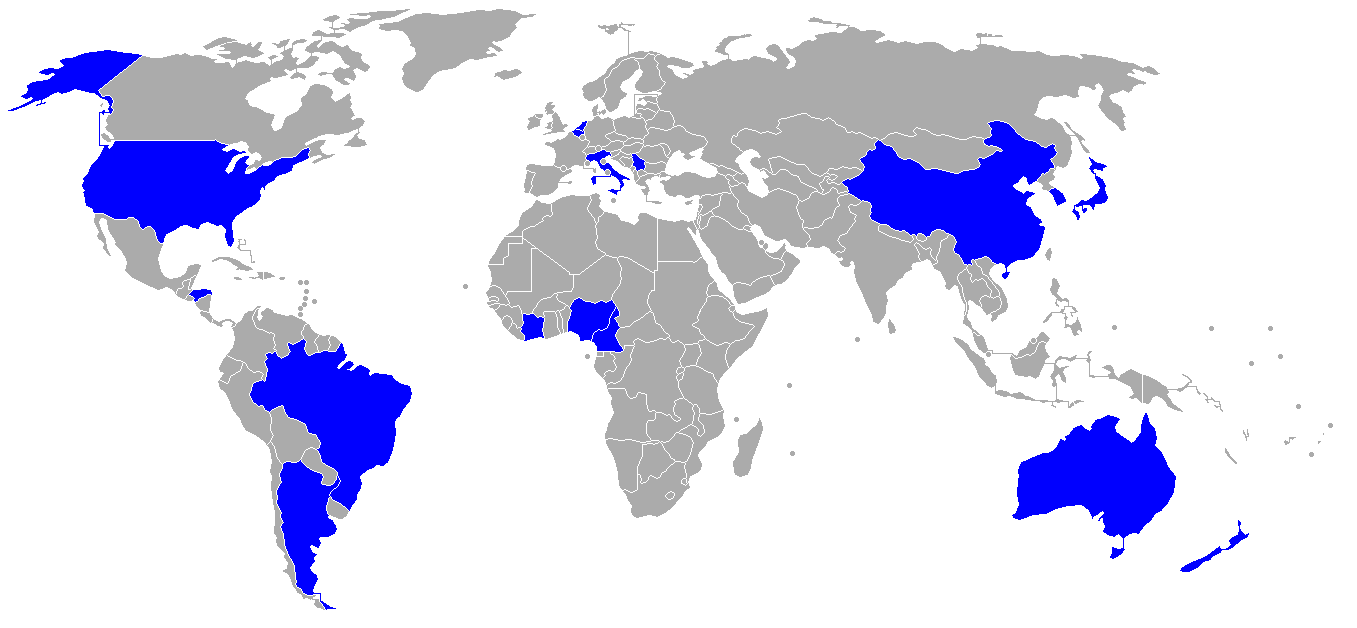
A férfi torna részt vevő országai

| Rendezvény                                            | Dátum                      | Helyszín         | Kvóták | Kvalifikált csapat(ok)                                              |
| ----------------------------------------------------- | -------------------------- | ---------------- | ------ | ------------------------------------------------------------------- |
| Házigazda (Ázsia)                                     |                            |                  | 1      | Kína (CHN)                                                          |
| AFC-selejtező (Ázsia)                                 | 2006. febr. – 2007. nov.   | –                | 3      | Ausztrália (AUS) · Dél-Korea (KOR) · Japán (JPN)                    |
| CAF-selejtező (Afrika)                                | 2006. szept. – 2008. márc. | –                | 3      | Kamerun (CMR) · Elefántcsontpart (CIV) · Nigéria (NGR)              |
| CONCACAF-selejtező (Észak- és Közép-Amerika)          | 2007. aug. – 2008. márc.   | Egyesült Államok | 2      | Honduras (HON) · Egyesült Államok (USA)                             |
| 2007-es dél-amerikai ifjúsági-bajnokság (Dél-Amerika) | 2007. január 7–28.         | Paraguay         | 2      | Brazília (BRA) · Argentína (ARG)                                    |
| OFC-selejtező (Óceánia)                               | 2008. márc. 1–9.           | Fidzsi-szigetek  | 1      | Új-Zéland (NZL)                                                     |
| 2007-es U21-es Európa-bajnokság (Európa)              | 2007. jún. 10–23.          | Hollandia        | 4      | Hollandia (NED) · Szerbia (SRB) · Belgium (BEL) · Olaszország (ITA) |
| ÖSSZESEN                                              |                            |                  | 16     |                                                                     |

## Helyszínek
A labdarúgó-mérkőzéseket Kína öt városának hat stadionjában rendezték:
| Peking                                           | Peking                                             | Csinhuangtao                                            |
| ------------------------------------------------ | -------------------------------------------------- | ------------------------------------------------------- |
| Pekingi Nemzeti Stadion Befogadóképesség: 91 000 | Munkás Stadion Befogadóképesség: 60 000            | Csinhuangtaoi Olimpiai Stadion Befogadóképesség: 32 000 |
|                                                  |                                                    |                                                         |
| Sanghaj                                          | Senjang                                            | Tiencsin                                                |
| Sanghaj Stadion Befogadóképesség: 56 000         | Senjangi Olimpiai Stadion Befogadóképesség: 60 000 | Tiencsini Olimpiai Stadion Befogadóképesség: 60 000     |
|                                                  |                                                    |                                                         |

## Keretek
A tornára minden nemzet egy 18 főből álló keretet nevezhetett, akik közül 15-nek 1985. január 1. után kellett születnie. Ezen felül minden csapatban legalább két kapusnak is szerepelnie kellett (lehetőség volt három kapus nevezésére is). A játékosok listáját 2008. július 23-ig kellett leadni az olimpia szervezőbizottságának.

## Játékvezetők
| Játékvezető        | Asszisztensek                           |
| AFC                | AFC                                     |
| ------------------ | --------------------------------------- |
| Halíl al-Gamdi     | Mohammed al-Gamdi Hamdi Al Kadri        |
| Abdulláh al-Hiláli | Khaled Al Allan Saleh Al Marzouqi       |
| Maszud Morádi      | Haszan Kámránifar Luay Subhi Adib       |
| CAF                |                                         |
| Jerome Damon       | Enock Molefe Celestin Ntagungira        |
| Badara Diatta      | Evarist Menkouande Besir Haszáni        |
| CONCACAF           |                                         |
| Roberto Moreno     | Daniel Williamson Hairo Fuentes Batista |
| OFC                |                                         |
| Michael Hester     | Tevita Makasini Michael Joseph          |

| Játékvezető      | Asszisztensek                                          |
| UEFA             | UEFA                                                   |
| ---------------- | ------------------------------------------------------ |
| Thomas Einwaller | Roland Heim Norbert Schwab                             |
| Kassai Viktor    | Erős Gábor Vámos Tibor                                 |
| Stéphane Lannoy  | Eric Dansault Frederic Cano                            |
| Damir Skomina    | Primoz Arhar Marco Stancin                             |
| Wolfgang Stark   | Volker Wezel Jan-Hendrik Salver                        |
| CONMEBOL         |                                                        |
| Héctor Baldassi  | Ricardo Casas Hernán Maidana                           |
| Pablo Pozo       | Osvaldo Talamilla Lobe Patricio Basualto               |
| Martín Vázquez   | Mauricio Espinosa Rodriguez Miguel Ángel Nievas Acosta |

## Csoportkör
Minden csoport első két helyezettje jutott tovább az egyenes kieséses szakaszba.
Minden csapat minden csoportellenfele ellen egyszer játszott. A csapatok sorrendjét az alábbi szempontok határozták meg:

a) a mérkőzéseken szerzett több pont

b) az összesített gólkülönbség

c) a mérkőzéseken szerzett több lőtt gól

Ha ezek után két vagy több csapat azonosan állt, a következőket kellett figyelembe venni:

d) az érintett csapatok mérkőzésein szerzett több pont

e) az érintett csapatok mérkőzésein elért jobb gólkülönbség

f) az érintett csapatok mérkőzésein szerzett több gól

g) fair play pontrendszer, melyet a csapatok által kapott sárga és piros lapok határoztak meg

h) sorsolás, melyet a FIFA szervezőbizottsága bonyolít
| Színmagyarázat                                             |
| ---------------------------------------------------------- |
| A csoportok első két helyezettje bejutott a negyeddöntőbe. |
| A csoportok harmadik és negyedik helyezettjei kiestek.     |

Minden időpont helyi, pekingi idő szerint (UTC+8) van megadva.

### A csoport
| Nemzet                 | M | Gy | D | V | G+ | G- | Gk | P |
| ---------------------- | - | -- | - | - | -- | -- | -- | - |
| Argentína (ARG)        | 3 | 3  | 0 | 0 | 5  | 1  | +4 | 9 |
| Elefántcsontpart (CIV) | 3 | 2  | 0 | 1 | 6  | 4  | +2 | 6 |
| Ausztrália (AUS)       | 3 | 0  | 1 | 2 | 1  | 3  | –2 | 1 |
| Szerbia (SRB)          | 3 | 0  | 1 | 2 | 3  | 7  | –4 | 1 |

| 2008. augusztus 7. 17:00 |

| Ausztrália (AUS) | 1–1               | Szerbia (SRB) |
| ---------------- | ----------------- | ------------- |
| Zadkovich 69'    | (0–0) Jegyzőkönyv | Rajković 78'  |

| Sanghaj Stadion, Sanghaj Nézőszám: 36 184 Játékvezető: Jerome Damon (dél-afrikai) |

| 2008. augusztus 7. 19:45 |

| Elefántcsontpart (CIV) | 1–2               | Argentína (ARG)      |
| ---------------------- | ----------------- | -------------------- |
| Cissé 53'              | (0–1) Jegyzőkönyv | Messi 43' Acosta 86' |

| Sanghaj Stadion, Sanghaj Nézőszám: 43 266 Játékvezető: Wolfgang Stark (német) |

| 2008. augusztus 10. 17:00 |

| Argentína (ARG) | 1–0               | Ausztrália (AUS) |
| --------------- | ----------------- | ---------------- |
| Lavezzi 76'     | (0–0) Jegyzőkönyv |                  |

| Sanghaj Stadion, Sanghaj Nézőszám: 38 182 Játékvezető: Kassai Viktor (magyar) |

| 2008. augusztus 10. 19:45 |

| Szerbia (SRB)           | 2–4               | Elefántcsontpart (CIV)                               |
| ----------------------- | ----------------- | ---------------------------------------------------- |
| Mrdaković 16' Rakić 90' | (1–2) Jegyzőkönyv | Cissé 3' Rajković 24' (öngól) Kalou 70' Gervinho 93' |

| Sanghaj Stadion, Sanghaj Nézőszám: 38 320 Játékvezető: Roberto Moreno (játékvezető) (panamai) |

| 2008. augusztus 13. 19:45 |

| Elefántcsontpart (CIV) | 1–0               | Ausztrália (AUS) |
| ---------------------- | ----------------- | ---------------- |
| Kalou 81'              | (0–0) Jegyzőkönyv |                  |

| Tiencsini Olimpiai Stadion, Tiencsin Nézőszám: 50 437 Játékvezető: Jair Marrufo (amerikai) |

| 2008. augusztus 13. 19:45 |

| Argentína (ARG)                       | 2–0               | Szerbia (SRB)                         |
| ------------------------------------- | ----------------- | ------------------------------------- |
| Lavezzi 13' (11-esből) Buonanotte 84' | (1–0) Jegyzőkönyv | Tošić 84′, 91′ Rajković mérkőzés után |

| Munkás Stadion, Peking Nézőszám: 53 668 Játékvezető: Abdulláh al-Hiláli (ománi) |

### B csoport
| Nemzet                 | M | Gy | D | V | G+ | G- | Gk | P |
| ---------------------- | - | -- | - | - | -- | -- | -- | - |
| Nigéria (NGR)          | 3 | 2  | 1 | 0 | 4  | 2  | +2 | 7 |
| Hollandia (NED)        | 3 | 1  | 2 | 0 | 3  | 2  | +1 | 5 |
| Egyesült Államok (USA) | 3 | 1  | 1 | 1 | 4  | 4  | 0  | 4 |
| Japán (JPN)            | 3 | 0  | 0 | 3 | 1  | 4  | –3 | 0 |

| 2008. augusztus 7. 17:00 |

| Japán (JPN) | 0–1               | Egyesült Államok (USA) |
| ----------- | ----------------- | ---------------------- |
|             | (0–0) Jegyzőkönyv | Holden 47'             |

| Tiencsini Olimpiai Stadion, Tiencsin Nézőszám: 57 102 Játékvezető: Badara Diatta (szenegáli) |

| 2008. augusztus 7. 19:45 |

| Hollandia (NED) | 0–0         | Nigéria (NGR) |
| --------------- | ----------- | ------------- |
| Sno 90+2′       | Jegyzőkönyv |               |

| Tiencsini Olimpiai Stadion, Tiencsin Nézőszám: 52 390 Játékvezető: Pablo Pozo (chilei) |

| 2008. augusztus 10. 17:00 |

| Nigéria (NGR)           | 2–1               | Japán (JPN) |
| ----------------------- | ----------------- | ----------- |
| Obinna 58' Anichebe 74' | (0–0) Jegyzőkönyv | Tojoda 79'  |

| Tiencsini Olimpiai Stadion, Tiencsin Nézőszám: 42 592 Játékvezető: Maszud Morádi (iráni) |

| 2008. augusztus 10. 19:45 |

| Egyesült Államok (USA)    | 2–2               | Hollandia (NED)       |
| ------------------------- | ----------------- | --------------------- |
| Kljestan 64' Altidore 72' | (0–1) Jegyzőkönyv | Babel 16' Sibon 90+3' |

| Tiencsini Olimpiai Stadion, Tiencsin Nézőszám: 45 016 Játékvezető: Michael Hester (új-zélandi) |

| 2008. augusztus 13. 17:00 |

| Hollandia (NED)      | 1–0               | Japán (JPN) |
| -------------------- | ----------------- | ----------- |
| Sibon 73' (11-esből) | (0–0) Jegyzőkönyv |             |

| Senjangi Olimpiai Stadion, Senjang Nézőszám: 38 790 Játékvezető: Héctor Baldassi (argentin) |

| 2008. augusztus 13. 17:00 |

| Nigéria (NGR)        | 2–1               | Egyesült Államok (USA)            |
| -------------------- | ----------------- | --------------------------------- |
| Isaac 39' Obinna 79' | (1–0) Jegyzőkönyv | Orozco 3′ Kljestan 88' (11-esből) |

| Munkás Stadion, Peking Nézőszám: 48 096 Játékvezető: Wolfgang Stark (német) |

### C csoport
| Nemzet          | M | Gy | D | V | G+ | G- | Gk | P |
| --------------- | - | -- | - | - | -- | -- | -- | - |
| Brazília (BRA)  | 3 | 3  | 0 | 0 | 9  | 0  | +9 | 9 |
| Belgium (BEL)   | 3 | 2  | 0 | 1 | 3  | 1  | +2 | 6 |
| Kína (CHN)      | 3 | 0  | 1 | 2 | 1  | 6  | –5 | 1 |
| Új-Zéland (NZL) | 3 | 0  | 1 | 2 | 1  | 7  | –6 | 1 |

| 2008. augusztus 7. 17:00 |

| Brazília (BRA) | 1–0               | Belgium (BEL)                      |
| -------------- | ----------------- | ---------------------------------- |
| Hernanes 79'   | (0–0) Jegyzőkönyv | Kompany 24′, 72′ Fellaini 82′, 87′ |

| Senjangi Olimpiai Stadion, Senjang Nézőszám: 39 661 Játékvezető: Halíl al-Gamdi (Szaúd-arábiai) |

| 2008. augusztus 7. 19:45 |

| Kína (CHN)        | 1–1               | Új-Zéland (NZL)          |
| ----------------- | ----------------- | ------------------------ |
| Tung Fang-cso 88' | (0–0) Jegyzőkönyv | Brockie 53' Old 28′, 39′ |

| Senjangi Olimpiai Stadion, Senjang Nézőszám: 41 407 Játékvezető: Martín Vázquez (uruguayi) |

| 2008. augusztus 10. 17:00 |

| Új-Zéland (NZL) | 0–5               | Brazília (BRA)                                                 |
| --------------- | ----------------- | -------------------------------------------------------------- |
|                 | (0–2) Jegyzőkönyv | Anderson 3' Pato 34' Ronaldinho 55' 61' (11-esből) Sóbis 90+3' |

| Senjangi Olimpiai Stadion, Senjang Nézőszám: 44 951 Játékvezető: Stéphane Lannoy (francia) |

| 2008. augusztus 10. 19:45 |

| Belgium (BEL)           | 2–0               | Kína (CHN)                       |
| ----------------------- | ----------------- | -------------------------------- |
| Dembélé 8' Mirallas 80' | (1–0) Jegyzőkönyv | Tan Vang-szung 53′ Cseng Cse 64′ |

| Senjangi Olimpiai Stadion, Senjang Nézőszám: 45 756 Játékvezető: Héctor Baldassi (argentin) |

| 2008. augusztus 13. 19:45 |

| Kína (CHN) | 0–3               | Brazília (BRA)                 |
| ---------- | ----------------- | ------------------------------ |
|            | (0–1) Jegyzőkönyv | Diego 18' Thiago Neves 69' 73' |

| Csinhuangtaói Olimpiai Stadion, Csinhuangtao Nézőszám: 31 984 Játékvezető: Jerome Damon (dél-afrikai) |

| 2008. augusztus 13. 19:45 |

| Új-Zéland (NZL) | 0–1               | Belgium (BEL) |
| --------------- | ----------------- | ------------- |
| Ellensohn 46′   | (0–1) Jegyzőkönyv | Haroun 35'    |

| Sanghaj Stadion, Sanghaj Nézőszám: 45 202 Játékvezető: Pablo Pozo (chilei) |

### D csoport
| Nemzet            | M | Gy | D | V | G+ | G- | Gk | P |
| ----------------- | - | -- | - | - | -- | -- | -- | - |
| Olaszország (ITA) | 3 | 2  | 1 | 0 | 6  | 0  | +6 | 7 |
| Kamerun (CMR)     | 3 | 1  | 2 | 0 | 2  | 1  | +1 | 5 |
| Dél-Korea (KOR)   | 3 | 1  | 1 | 1 | 2  | 4  | –2 | 4 |
| Honduras (HON)    | 3 | 0  | 0 | 3 | 0  | 5  | –5 | 0 |

| 2008. augusztus 7. 17:00 |

| Honduras (HON) | 0–3               | Olaszország (ITA)                                            |
| -------------- | ----------------- | ------------------------------------------------------------ |
|                | (0–2) Jegyzőkönyv | Giovinco 41' Rossi 45' (11-esből) Acquafresca 52' (11-esből) |

| Csinhuangtaói Olimpiai Stadion, Csinhuangtao Nézőszám: 21 680 Játékvezető: Damir Skomina (szlovén) |

| 2008. augusztus 7. 19:45 |

| Dél-Korea (KOR) | 1–1               | Kamerun (CMR)             |
| --------------- | ----------------- | ------------------------- |
| Pak Csujong 68' | (0–0) Jegyzőkönyv | Mandjeck 81' Baning 90+1′ |

| Csinhuangtaói Olimpiai Stadion, Csinhuangtao Nézőszám: 21 943 Játékvezető: Jair Marrufo (amerikai) |

| 2008. augusztus 10. 17:00 |

| Kamerun (CMR) | 1–0               | Honduras (HON) |
| ------------- | ----------------- | -------------- |
| Mbia 74'      | (0–0) Jegyzőkönyv |                |

| Csinhuangtaói Olimpiai Stadion, Csinhuangtao Nézőszám: 28 657 Játékvezető: Abdulláh al-Hiláli (ománi) |

| 2008. augusztus 10. 19:45 |

| Olaszország (ITA)                  | 3–0               | Dél-Korea (KOR) |
| ---------------------------------- | ----------------- | --------------- |
| Rossi 15' Rocchi 31' Montolivo 90' | (2–0) Jegyzőkönyv |                 |

| Csinhuangtaói Olimpiai Stadion, Csinhuangtao Nézőszám: 29 455 Játékvezető: Thomas Einwaller (osztrák) |

| 2008. augusztus 13. 17:00 |

| Dél-Korea (KOR)   | 1–0               | Honduras (HON) |
| ----------------- | ----------------- | -------------- |
| Kim Dongdzsin 23' | (1–0) Jegyzőkönyv |                |

| Sanghaj Stadion, Sanghaj Nézőszám: 34 160 Játékvezető: Michael Hester (új-zélandi) |

| 2008. augusztus 13. 17:00 |

| Kamerun (CMR) | 0–0         | Olaszország (ITA) |
| ------------- | ----------- | ----------------- |
| Mandjeck 32′  | Jegyzőkönyv |                   |

| Tiencsini Olimpiai Stadion, Tiencsin Nézőszám: 47 307 Játékvezető: Martín Vázquez (uruguayi) |

## Egyenes kieséses szakasz
|  |                             |                        |                       |                        |   |                 |                       |                        |                        |                        |               |       |       |
|  | Negyeddöntők                | Negyeddöntők           | Negyeddöntők          |                        |   | Elődöntők       | Elődöntők             | Elődöntők              |                        |                        | Döntő         | Döntő | Döntő |
|  | Negyeddöntők                | Negyeddöntők           | Negyeddöntők          |                        |   | Elődöntők       | Elődöntők             | Elődöntők              |                        |                        | Döntő         | Döntő | Döntő |
|  | augusztus 16., Csinhuangtao |                        |                       |                        |   |                 |                       |                        |                        |                        |               |       |       |
|  |                             |                        |                       |                        |   |                 |                       |                        |                        |                        |               |       |       |
|  | B1                          | Nigéria (NGR)          | 2                     |                        |   |                 |                       |                        |                        |                        |               |       |       |
|  | B1                          | Nigéria (NGR)          | 2                     | augusztus 19., Sanghaj |   |                 |                       |                        |                        |                        |               |       |       |
|  | A2                          | Elefántcsontpart (CIV) | 0                     |                        |   |                 |                       |                        |                        |                        |               |       |       |
|  | A2                          | Elefántcsontpart (CIV) | 0                     |                        |   | Nigéria (NGR)   | Nigéria (NGR)         | 4                      |                        |                        |               |       |       |
|  | augusztus 16., Peking       |                        |                       |                        |   | Nigéria (NGR)   | Nigéria (NGR)         | 4                      |                        |                        |               |       |       |
|  |                             |                        | Belgium (BEL)         | Belgium (BEL)          | 1 |                 |                       |                        |                        |                        |               |       |       |
|  | D1                          | Olaszország (ITA)      | Belgium (BEL)         | Belgium (BEL)          | 1 | 2               |                       |                        |                        |                        |               |       |       |
|  | D1                          | Olaszország (ITA)      |                       |                        |   | 2               | augusztus 23., Peking |                        |                        |                        |               |       |       |
|  | C2                          | Belgium (BEL)          | 3                     |                        |   |                 |                       |                        |                        |                        |               |       |       |
|  | C2                          | Belgium (BEL)          | 3                     |                        |   | Nigéria (NGR)   | Nigéria (NGR)         | 0                      |                        |                        |               |       |       |
|  | augusztus 16., Sanghaj      |                        |                       |                        |   | Nigéria (NGR)   | Nigéria (NGR)         | 0                      |                        |                        |               |       |       |
|  |                             |                        | Argentína (ARG)       | Argentína (ARG)        | 1 |                 |                       |                        |                        |                        |               |       |       |
|  | A1                          | Argentína (ARG)        | Argentína (ARG)       | Argentína (ARG)        | 1 | 2               |                       |                        |                        |                        |               |       |       |
|  | A1                          | Argentína (ARG)        | augusztus 19., Peking |                        |   | 2               |                       |                        |                        |                        |               |       |       |
|  | B2                          | Hollandia (NED)        | 1                     |                        |   |                 |                       |                        |                        |                        |               |       |       |
|  | B2                          | Hollandia (NED)        | 1                     |                        |   | Argentína (ARG) | Argentína (ARG)       | 3                      | Bronzmérkőzés          | Bronzmérkőzés          | Bronzmérkőzés |       |       |
|  | augusztus 16., Senjang      |                        |                       |                        |   | Argentína (ARG) | Argentína (ARG)       | 3                      | Bronzmérkőzés          | Bronzmérkőzés          | Bronzmérkőzés |       |       |
|  |                             |                        | Brazília (BRA)        | Brazília (BRA)         | 0 |                 |                       | augusztus 22., Sanghaj | augusztus 22., Sanghaj | augusztus 22., Sanghaj |               |       |       |
|  | C1                          | Brazília (BRA)         | Brazília (BRA)        | Brazília (BRA)         | 0 | 2               |                       | augusztus 22., Sanghaj | augusztus 22., Sanghaj | augusztus 22., Sanghaj |               |       |       |
|  | C1                          | Brazília (BRA)         |                       |                        |   |                 |                       | Belgium (BEL)          | Belgium (BEL)          | 0                      |               |       |       |
|  | D2                          | Kamerun (CMR)          | 0                     |                        |   |                 |                       | Belgium (BEL)          | Belgium (BEL)          | 0                      |               |       |       |
|  | D2                          | Kamerun (CMR)          | 0                     |                        |   | Brazília (BRA)  | Brazília (BRA)        | 3                      |                        |                        |               |       |       |
|  |                             |                        |                       |                        |   | Brazília (BRA)  | Brazília (BRA)        | 3                      |                        |                        |               |       |       |

Minden időpont helyi, pekingi idő szerint (UTC+8) van megadva.

### Negyeddöntők
| 2008. augusztus 16. 18:00 |

| Brazília (BRA)          | 2–0 (h. u.)                 | Kamerun (CMR)  |
| ----------------------- | --------------------------- | -------------- |
| Sóbis 101' Marcelo 105' | (0–0, 0–0, 2–0) Jegyzőkönyv | Baning 4′, 51′ |

| Senjangi Olimpiai Stadion, Senjang Nézőszám: 41 043 Játékvezető: Damir Skomina (szlovén) |

| 2008. augusztus 16. 18:00 |

| Olaszország (ITA)                               | 2–3               | Belgium (BEL)                                |
| ----------------------------------------------- | ----------------- | -------------------------------------------- |
| Rossi 18' (11-esből) 74' (11-esből) Viviano 80′ | (1–2) Jegyzőkönyv | Vermaelen 17′ Dembélé 23' 79' Mirallas 45+2' |

| Munkás Stadion, Peking Nézőszám: 50 802 Játékvezető: Héctor Baldassi (argentin) |

| 2008. augusztus 16. 21:00 |

| Argentína (ARG)         | 2–1 (h. u.)                 | Hollandia (NED) |
| ----------------------- | --------------------------- | --------------- |
| Messi 14' Di María 105' | (1–1, 1–1, 2–1) Jegyzőkönyv | Bakkal 36'      |

| Sanghaj Stadion, Sanghaj Nézőszám: 51 366 Játékvezető: Jair Marrufo (amerikai) |

| 2008. augusztus 16. 21:00 |

| Nigéria (NGR)                        | 2–0               | Elefántcsontpart (CIV) |
| ------------------------------------ | ----------------- | ---------------------- |
| Odemwingie 44' Obinna 82' (11-esből) | (1–0) Jegyzőkönyv |                        |

| Csinhuangtaói Olimpiai Stadion, Csinhuangtao Nézőszám: 28 944 Játékvezető: Maszud Morádi (iráni) |

### Elődöntők
| 2008. augusztus 19. 18:00 |

| Nigéria (NGR)                         | 4–1               | Belgium (BEL) |
| ------------------------------------- | ----------------- | ------------- |
| Adefemi 17' Obasi 59' 72' Okonkwo 78' | (1–0) Jegyzőkönyv | Ciman 88'     |

| Sanghaj Stadion, Sanghaj Nézőszám: 56 312 Játékvezető: Pablo Pozo (chilei) |

| 2008. augusztus 19. 21:00 |

| Brazília (BRA)             | 0–3               | Argentína (ARG)                        |
| -------------------------- | ----------------- | -------------------------------------- |
| Lucas 81′ Thiago Neves 84′ | (0–0) Jegyzőkönyv | Agüero 52' 58' Riquelme 76' (11-esből) |

| Munkás Stadion, Peking Nézőszám: 52 968 Játékvezető: Martín Vázquez (uruguayi) |

### Bronzmérkőzés
| 2008. augusztus 22. 19:00 |

| Belgium (BEL) | 0–3               | Brazília (BRA)         |
| ------------- | ----------------- | ---------------------- |
|               | (0–2) Jegyzőkönyv | Diego 27' Jô 45' 90+2' |

| Sanghaj Stadion, Sanghaj Nézőszám: 50 705 Játékvezető: Thomas Einwaller (osztrák) |

### Döntő
| 2008. augusztus 23. 12:00 |

| Nigéria (NGR) | 0–1               | Argentína (ARG) |
| ------------- | ----------------- | --------------- |
|               | (0–0) Jegyzőkönyv | Di María 58'    |

| Pekingi Nemzeti Stadion, Peking Nézőszám: 89 102 Játékvezető: Kassai Viktor (magyar) |

| A 2008. évi nyári olimpiai játékok férfi labdarúgótornájának olimpiai bajnoka |
| · ARGENTÍNA · 2. cím                                                          |
| ----------------------------------------------------------------------------- |

## Érmesek
| Versenyszám      | Arany           | Ezüst         | Bronz          |
| ---------------- | --------------- | ------------- | -------------- |
| Férfi labdarúgás | Argentína (ARG) | Nigéria (NGR) | Brazília (BRA) |
| Férfi labdarúgás | Szövetségi edző |               |                |
| Férfi labdarúgás | Sergio Batista  | Samson Siasia | Dunga          |

## Statisztikák

### Sorrend
Az első négy helyezett utáni sorrend meghatározásához az alábbiak lettek figyelembe véve:
- hanyadik körig jutott az adott csapat (negyeddöntő, csoportkör)
- az ugyanabban a körben kieső csapatoknál sorrendben a több pont, a jobb gólkülönbség, majd a több lőtt gól rangsorolt

A hazai csapat eltérő háttérszínnel kiemelve.
| A férfi labdarúgótorna végeredménye a 2008. évi nyári olimpiai játékokon | A férfi labdarúgótorna végeredménye a 2008. évi nyári olimpiai játékokon | A férfi labdarúgótorna végeredménye a 2008. évi nyári olimpiai játékokon | A férfi labdarúgótorna végeredménye a 2008. évi nyári olimpiai játékokon | A férfi labdarúgótorna végeredménye a 2008. évi nyári olimpiai játékokon | A férfi labdarúgótorna végeredménye a 2008. évi nyári olimpiai játékokon | A férfi labdarúgótorna végeredménye a 2008. évi nyári olimpiai játékokon | A férfi labdarúgótorna végeredménye a 2008. évi nyári olimpiai játékokon |     |    |
| Helyezés                                                                 | Nemzet                                                                   | M                                                                        | Gy                                                                       | D                                                                        | V                                                                        | G+                                                                       | G-                                                                       | Gk  | P  |
| ------------------------------------------------------------------------ | ------------------------------------------------------------------------ | ------------------------------------------------------------------------ | ------------------------------------------------------------------------ | ------------------------------------------------------------------------ | ------------------------------------------------------------------------ | ------------------------------------------------------------------------ | ------------------------------------------------------------------------ | --- | -- |
| Arany                                                                    | Argentína (ARG)                                                          | 6                                                                        | 6                                                                        | 0                                                                        | 0                                                                        | 11                                                                       | 2                                                                        | +9  | 18 |
| Ezüst                                                                    | Nigéria (NGR)                                                            | 6                                                                        | 4                                                                        | 1                                                                        | 1                                                                        | 10                                                                       | 4                                                                        | +6  | 13 |
| Bronz                                                                    | Brazília (BRA)                                                           | 6                                                                        | 5                                                                        | 0                                                                        | 1                                                                        | 14                                                                       | 3                                                                        | +11 | 15 |
| 4.                                                                       | Belgium (BEL)                                                            | 6                                                                        | 3                                                                        | 0                                                                        | 3                                                                        | 7                                                                        | 10                                                                       | –3  | 9  |
|                                                                          |                                                                          |                                                                          |                                                                          |                                                                          |                                                                          |                                                                          |                                                                          |     |    |
| 5.                                                                       | Olaszország (ITA)                                                        | 4                                                                        | 2                                                                        | 1                                                                        | 1                                                                        | 8                                                                        | 3                                                                        | +5  | 7  |
| 6.                                                                       | Elefántcsontpart (CIV)                                                   | 4                                                                        | 2                                                                        | 0                                                                        | 2                                                                        | 6                                                                        | 6                                                                        | 0   | 6  |
| 7.                                                                       | Hollandia (NED)                                                          | 4                                                                        | 1                                                                        | 2                                                                        | 1                                                                        | 4                                                                        | 4                                                                        | 0   | 5  |
| 8.                                                                       | Kamerun (CMR)                                                            | 4                                                                        | 1                                                                        | 2                                                                        | 1                                                                        | 2                                                                        | 3                                                                        | –1  | 5  |
|                                                                          |                                                                          |                                                                          |                                                                          |                                                                          |                                                                          |                                                                          |                                                                          |     |    |
| 9.                                                                       | Egyesült Államok (USA)                                                   | 3                                                                        | 1                                                                        | 1                                                                        | 1                                                                        | 4                                                                        | 4                                                                        | 0   | 4  |
| 10.                                                                      | Dél-Korea (KOR)                                                          | 3                                                                        | 1                                                                        | 1                                                                        | 1                                                                        | 2                                                                        | 4                                                                        | –2  | 4  |
| 11.                                                                      | Ausztrália (AUS)                                                         | 3                                                                        | 0                                                                        | 1                                                                        | 2                                                                        | 1                                                                        | 3                                                                        | –2  | 1  |
| 12.                                                                      | Szerbia (SRB)                                                            | 3                                                                        | 0                                                                        | 1                                                                        | 2                                                                        | 3                                                                        | 7                                                                        | –4  | 1  |
| 13.                                                                      | Kína (CHN)                                                               | 3                                                                        | 0                                                                        | 1                                                                        | 2                                                                        | 1                                                                        | 6                                                                        | –5  | 1  |
| 14.                                                                      | Új-Zéland (NZL)                                                          | 3                                                                        | 0                                                                        | 1                                                                        | 2                                                                        | 1                                                                        | 7                                                                        | –6  | 1  |
| 15.                                                                      | Japán (JPN)                                                              | 3                                                                        | 0                                                                        | 0                                                                        | 3                                                                        | 1                                                                        | 4                                                                        | –3  | 0  |
| 16.                                                                      | Honduras (HON)                                                           | 3                                                                        | 0                                                                        | 0                                                                        | 3                                                                        | 0                                                                        | 5                                                                        | –5  | 0  |

### Gólszerzők
| 4 gólos - Giuseppe Rossi (ITA) 3 gólos - Mousa Dembélé (BEL) - Victor Nsofor Obinna (NGR) 2 gólos - Sacha Kljestan (USA) - Sergio Agüero (ARG) - Ángel Di María (ARG) - Ezequiel Lavezzi (ARG) - Lionel Messi (ARG) - Kevin Mirallas (BEL) - Diego (BRA) - Jô (BRA) - Thiago Neves (BRA) - Ronaldinho (BRA) - Rafael Sóbis (BRA) - Sekou Cissé (CIV) - Salomon Kalou (CIV) - Gerald Sibon (NED) | 2 gólos (folytatás) - Chinedu Obasi (NGR) 1 gólos - Jozy Altidore (USA) - Stuart Holden (USA) - Lautaro Acosta (ARG) - Diego Buonanotte (ARG) - Juan Román Riquelme (ARG) - Ruben Zadkovich (AUS) - Laurent Ciman (BEL) - Faris Haroun (BEL) - Anderson (BRA) - Hernanes (BRA) - Marcelo (BRA) - Alexandre Pato (BRA) - Gervinho (CIV) - Ryan Babel (NED) - Otman Bakkal (NED) - Tojoda Jóhei (JPN) - Georges Mandjeck (CMR) | 1 gólos (folytatás) - Stéphane Mbia (CMR) - Tung Fang-cso (CHN) - Kim Dongdzsin (KOR) - Pak Csujong (KOR) - Olubayo Adefemi (NGR) - Victor Anichebe (NGR) - Isaac Promise (NGR) - Peter Odemwingie (NGR) - Chibuzor Okonkwo (NGR) - Robert Acquafresca (ITA) - Sebastian Giovinco (ITA) - Riccardo Montolivo (ITA) - Tommaso Rocchi (ITA) - Miljan Mrdaković (SRB) - Slobodan Rajković (SRB) - Đorđe Rakić (SRB) - Jeremy Brockie (NZL) Öngólos - Slobodan Rajković (SRB) (Elefántcsontpart ellen) |